# Ghost of a Rose
Ghost of a Rose er det fjerede studiealbum af Blackmore's Night, der blev udgivet 30. juni 2003. Det inkluderer coverversioner af Joan Baez' "Diamonds and Rust" og Jethro Tulls "Rainbow Blues". 

## Spor
Sangene er skrevet af Ritchie Blackmore og Candice Night, medmindre andet er noteret.
1. "Way to Mandalay" – 6:27
2. "3 Black Crows" – 3:43 (Candice Night)
3. "Diamonds and Rust" – 4:54 (Joan Baez cover)
4. "Cartouche" – 3:48
5. "Queen for a Day" (Del 1) – 3:05
6. "Queen for a Day" (del 2) – 1:36 (Ritchie Blackmore)
7. "Ivory Tower" – 4:24 (Candice Night)
8. "Nur eine Minute" - Instrumental – 1:08 (Ritchie Blackmore)
9. "Ghost of a Rose" – 5:45
10. "Mr. Peagram's Morris and Sword" - Instrumental – 2:01 (Ritchie Blackmore)
11. "Loreley" – 3:36 (Lorelei er en klippe på østsiden af Rhinen)
12. "Where Are We Going from Here" – 4:05
13. "Rainbow Blues" – 4:30 (Jethro Tull cover)
14. "All for One" – 5:36 (traditionel, Bots 'Zeven dagen lang' (nl), 'Sieben Tage lang' (ger), baseret på den bretonske drikkevise 'Son ar Chistr')
15. "Dandelion Wine" – 5:39

### Bonustracks
1. "Mid Winter's Night" (Live akustisk version) – 4:45
2. "Way to Mandalay" (Radio Edit) – 3:02

En musikvideo til sangen "Way to Mandalay" findes på den CD-Rom på den amerikanske version.

## Hitlister og certificeringer
| År   | Hitliste | Placering |
| ---- | -------- | --------- |
| 2003 | Tyskland | 11        |
| 2003 | Sverige  | 39        |
| 2003 | Schweiz  | 75        |

| Land     | Dato | Award | Antal |
| -------- | ---- | ----- | ----- |
| Tjekkiet | 2004 | Guld  | 2.500 |

## Coverversioner
- "Way to Mandalay" blev indspillet i en coverversion af Axel Rudi Pell på hans album Into the Storm fra 2014.